# جيانغويدو ميلانيسي
جيانغويدو ميلانيسي (مواليد 26 يونيو 1935) هو مبارز بالسيف إيطالي، مثّل بلاده في الألعاب الأولمبية الصيفية 1964.

## روابط رياضية
جيانغويدو ميلانيسي على موقع اللجنة الأولمبية الدولية (الإنجليزية)
- جيانغويدو ميلانيسي على موقع أوليمبيديا (الإنجليزية)